# Acácio de Araújo
Accácio de Araújo (Campos dos Goytacazes, 10 de janeiro de 1911 — 10 de maio de 2014) foi um trombonista brasileiro.
Era neto de escravos. Trabalhou na lavoura e na indústria açucareira de Campos. Aos 15 anos já tocava trombone em uma banda de sua cidade natal. Aos 22 anos, em 1933, transferiu-se para a cidade de Duque de Caxias, na baixada fluminense, onde foi morar na casa de sua irmã e seu cunhado. Por essa época, começou a trabalhar em uma empresa norte-americana de telefonia, em Copacabana, na zona sul do Rio de Janeiro.
No início da década de 1950 fundou, junto a outras 18 pessoas, a sociedade artística e musical Lira de Ouro, no centro de Duque de Caxias, da qual foi diretor musical por vários anos. Em 2011, na comemoração de seu centenário, Accácio de Araújo, único fundador ainda vivo da Lira de Ouro, recebeu diversas homenagens da cidade. Em 2012, o músico compareceu à festa do Dia da Baixada, em abril do mesmo ano, na mesma associação. Faleceu aos 103 anos em 10 de maio de 2014.